# Robin Norwood
Robin Norwood (27 juli 1945) is een Amerikaanse schrijfster.

## Biografie
Robin Norwood is de auteur van de bestseller Women Who Love Too Much (vertaald als Als hij maar gelukkig is) uit 1985. Zij specialiseerde zich in het behandelen van co-alcoholisme en relatieverslaving. Tevens was ze gezinstherapeut. Ze woont op een ranch in het centrale kustgebied van Californië.

### Boeken
- 1985: Als hij maar gelukkig is
- 1999: Wanneer vrouwen te veel liefhebben
- 2000: Dagelijkse meditaties voor vrouwen die te veel liefhebben
- 2001: Waarom ik, Waarom dit, Waarom nu